# Arsis
Arsis – amerykański zespół technical melodic death metalowy. Zespół został założony w Virginia Beach z inicjatywy Jamesa Malone'a oraz Michaela Van Dyne'a.

## Muzycy
| Obecny skład zespołu - James Malone – gitara basowa (2000–2005), gitara, śpiew (od 2000) - Noah Martin – gitara basowa (2007–2008, od 2010) - Shawn Priest – perkusja (od 2012) - Brandon Ellis – gitara (od 2012) Byli członkowie zespołu - Scot Seguine – gitara basowa (2000) - Michael Van Dyne – perkusja (2000–2007, 2009–2012) - Kathy Burke – gitara (2001) - Jonathan Fralick – gitara (2006–?) - Darren Cesca – perkusja (2007–2008) - Ryan Knight – gitara (2007–2009) - Nick Cordle – gitara (2008–2012) - Nathaniel Carter – gitara basowa (2009–2010) |  | Muzycy koncertowi - Mike Leon – gitara basowa (od 2015) - Mike Mullen – gitara basowa (2003) - Chris „Fast” Jones – gitara (2003–2004) - Justin Shaw – gitara basowa (2004–2006) - Jake Ososkie – gitara (2004–2005) - Alex Cox – gitara basowa (2006) - John Fralick – gitara (2006) - Johnny Allen – gitara (2006) - Alex Tomlin – perkusja (2008) - Shawn Priest – perkusja (2008, 2010, 2011–2012) - David Kinkade – perkusja (2008–2009) - Brandon Ellis – gitara (2011–2012) - Mike Parks – śpiew (2011–2012) |

## Dyskografia
| A Celebration of Guilt      | - Data: 30 marca 2004 - Wydawca: Willowtip Records        | —  |                  |
| United in Regret            | - Data: 23 października 2006 - Wydawca: Willowtip Records | —  |                  |
| We Are the Nightmare        | - Data: 15 kwietnia 2008 - Wydawca: Nuclear Blast         | 22 |                  |
| Starve for the Devil        | - Data: 5 lutego 2010 - Wydawca: Nuclear Blast            | 13 | - USA: 1,8 tys.+ |
| Unwelcome                   | - Data: 30 kwietnia 2013 - Wydawca: Nuclear Blast         | 19 | - USA: 2,3 tys.+ |
| "—" album nie był notowany. |                                                           |    |                  |